# Mixophyes schevilli
Mixophyes schevilli es una especie  de anfibios de la familia Myobatrachidae.

## Distribución geográfica
Se encuentra en las zonas  tropicales del norte de Queensland (Australia).